# Hideo Ōno

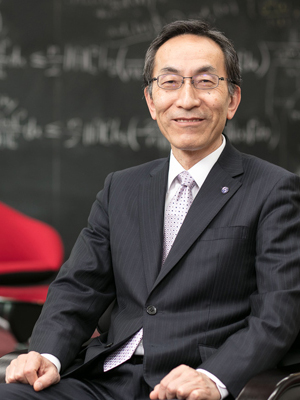
Hideo Ōno, 2018

Hideo Ōno (jap. 大野 英男, Ōno Hideo, schreibt sich Hideo Ohno in englischen Publikationen; * 18. Dezember 1954) ist ein japanischer Physiker mit Forschungsschwerpunkt in der Spintronik.
Ōno erhielt an der Universität Tokio den B.S. 1977, den M.S. 1979 und den Doktortitel 1982. Im Jahre 1979 war er ein Jahr an der Cornell University und ging 1982 als Dozent an der Fakultät für Ingenieurwissenschaften der Universität Hokkaidō. Von 1988 bis 1990 war er Gastwissenschaftler am IBM T.J. Watson Research Center. 1994 wurde er als Professor an die Universität Tōhoku berufen.
Ōno ist Professor am Laboratory for Nanoelectronics and Spintronics, Research Institute of Electrical Communication und Direktor für Spintronics Integrated Systems an der Universität Tōhoku. Er beschäftigt sich mit Phänomenen von Spins in Halbleitern und in metallischen Nanostrukturen.

## Auszeichnungen
- 1998 "IBM Japan Science Award" (Nihon IBM Kagaku-shō)
- 2003 IUPAP Magnetism Award and Néel Medal mit David D. Awschalom und Gabriel Aeppli für herausragende Errungenschaften auf dem Gebiet des Magnetismus quantenelektronischer Systeme. Ohno entwickelte neue Typen ferromagnetischer Halbleiter (Laudatio).[3]

- 2004 Fellow des Institute of Physics (IOP)
- 2005 "Japan Academy Prize" (Nippon Gakushiin-shō)
- 2005 "Presidential Prize for Research Excellence, Tohoku University" (Tōhoku Daigaku sōchō tokubetsu-shō; lit. „Sonderpreis des Präsidenten der Universität Tōhoku“)
- 2005 Agilent Technologies Europhysics Prize
- 2006 Fellow der Chinesischen Akademie der Wissenschaften
- 2007 "Fellow Japan Society of Applied Physics" (JSAP; Ōyō Butsuri Gakkai)
- 2009 Distinguished Lecturer for 2009 by IEEE Magnetics Society
- 2011 Thomson Reuters Citation Laureate in Physics für Beiträge zum Ferromagnetismus in verdünnten magnetischen Halbleitern[4]
- 2012 JSAP Outstanding Achievement Award[5]
- 2012 IEEE David Sarnoff Award[6]
- 2019 Welker Award

## Ausgewählte Publikationen
- S. Ikeda, K. Miura, H. Yamamoto, K. Mizunuma, H. D. Gan, M. Endo, S. Kanai, J. Hayakawa, F. Matsukura, H. Ohno: A perpendicular-anisotropy CoFeB–MgO magnetic tunnel junction. In: Nature Materials. Band 9, August 2010, S. 721–724, doi:10.1038/nmat2804, bibcode:2010NatMa...9..721I.
- H. Ohno, D. Chiba, F. Matsukura, T. Omiya, E. Abe, T. Dietl, Y. Ohno, K. Ohtani: Electric-field control of ferromagnetism. In: Nature. Band 408, Nr. 6815, 2000, S. 944–946, doi:10.1038/408944a, bibcode:2000Natur.408..944O.
- H. Ohno: Making nonmagnetic semiconductors ferromagnetic. In: Science. Band 281, 1998, S. 951–956, doi:10.1126/science.281.5379.951, PMID 9703503, bibcode:1998Sci...281..951O.